# Monts Jiugong
 (janvier 2015).
Si vous disposez d'ouvrages ou d'articles de référence ou si vous connaissez des sites web de qualité traitant du thème abordé ici, merci de compléter l'article en donnant les références utiles à sa vérifiabilité et en les liant à la section « Notes et références ».
Les monts Jiugong (chinois simplifié : 九宫山 ; chinois traditionnel : 九宮山 ; pinyin : jiǔgōng shān ; litt. « mont des Neuf Temples ») sont une chaîne de montagnes située dans la province du Hubei, en république populaire de Chine. Ils culminent à 1 656 mètres d'altitude.
La température moyenne annuelle est de 22 °C avec des maximales de l'ordre de 30 °C[réf. souhaitée].
Li Zicheng (1606 — 1645), en grande partie responsable de la chute de la dynastie Ming pour avoir mené une révolte paysanne, y aurait trouvé la mort selon certains récits.

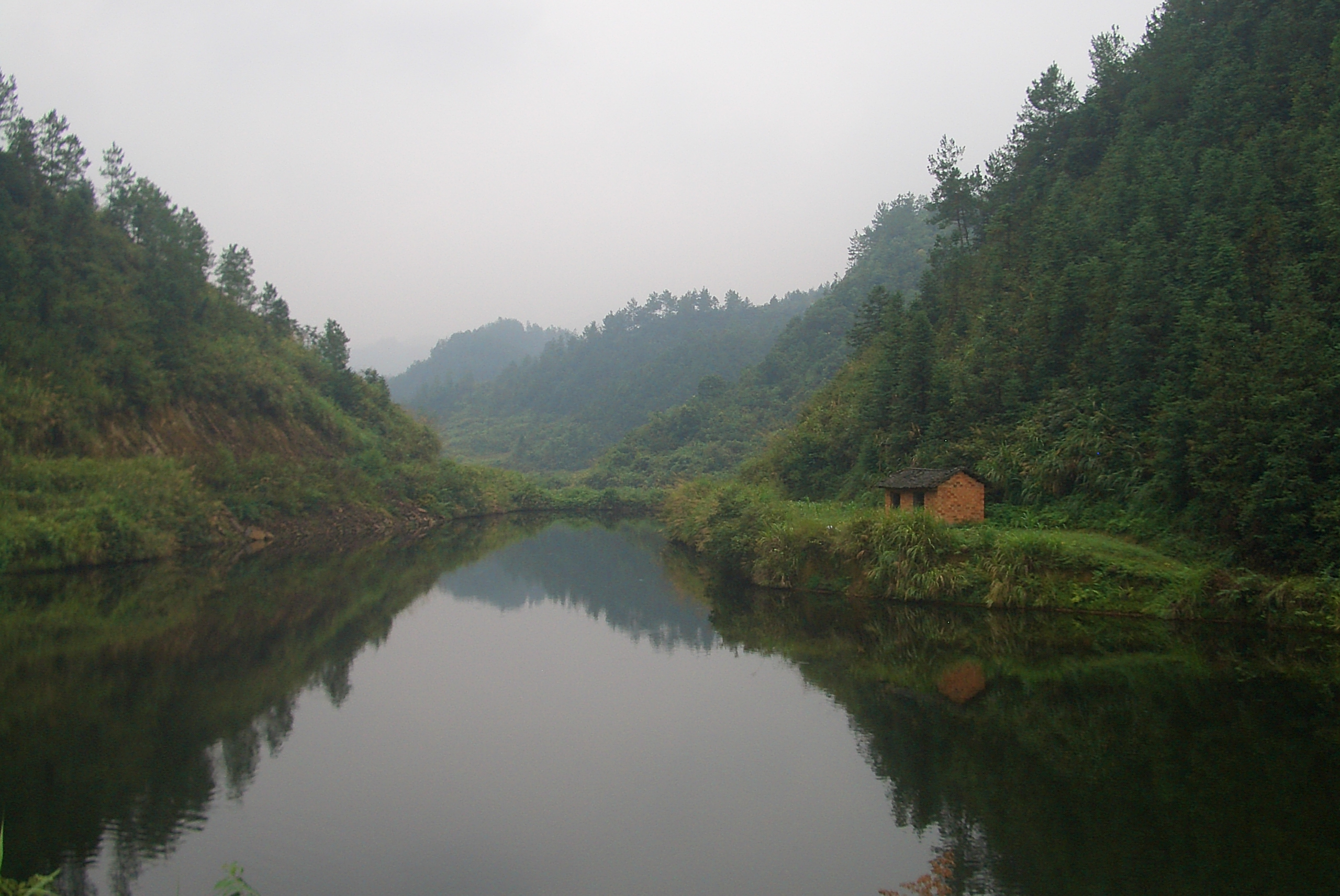
Vue des monts Jiugong.